# متنزه إقبال
متنزه إقبال أو إقبال بارك (بالأردوية: اقبال پارك)‏ وكان اسمه سابقاً مينتو بارك، هي حديقة حضرية. بعد التجديد والتوسيع أصبح اسمها متنزه إقبال الأكبر وهي موجودة في ضواحي المدينة المسورة في لاهور، باكستان. يُشار إلى أن مساحة الحديقة تبلغ 125 فداناً وفيها تقع منارة باكستان، كما تضم بحيرة اصطناعية تمتد على أكثر من أربعة فدادين بالإضافة إلى نافورة موسيقية طولها 800 قدم. تتمثل معالم الجذب الأخرى الموجودة في الحديقة في السكك الحديدية ومكتبة وصالة رياضية في الهواء الطلق وقاعة طعام. ويقع فيها أيضاً قبرا محمد إقبال وحفيظ جالندهري.